# Rooseveltlaan (Amsterdam)
De Rooseveltlaan is een straat in de Rivierenbuurt in Amsterdam-Zuid. De laan kenmerkt zich door de aan weerszijden van de rijbaan staande populieren. In tegenstelling tot oorspronkelijk de Amstellaan (nu Vrijheidslaan) en de Noorder Amstellaan (nu Churchilllaan) was is er geen breed middenplantsoen. 
De Rooseveltlaan heette van 1922 tot 1946 Zuider Amstellaan. In mei 1946 werd de straat vernoemd naar de voormalige Amerikaanse president F.D. Roosevelt.
Het deel Rooseveltlaan 191-213 is samen met de Maasstraat 146-156 een gemeentelijk monument. 
Sinds februari 2018 staat op de hoek mat de Maasstraat een reeks bloembakken, de Four Freedoms-bloembakken met de teksten verwijzend naar de Four Freedoms. 

## Openbaar vervoer
In tegenstelling tot de Noorder Amstellaan (de huidige Churchill-laan), die de symmetrische tegenhanger is, bestaat de rijbaan uit twee rijstroken waarbij de tram in het midden rijdt. De tram kwam vanaf 1936 over deze laan te rijden, toen lijn 8 werd verlengd vanaf het Daniël Willinkplein (het huidige Victorieplein) naar het Westerscheldeplein ( het huidige Europaplein). In 1948 na de oorlog kwam vanaf 1948 tramlijn 4 over deze laan te rijden.